# 北方陣屋
北方陣屋（きたがたじんや）は岐阜県本巣郡北方町（美濃国本巣郡）にあった陣屋である。北方町指定史跡。戦国時代に存在した北方城の城跡の一部を使用しており、現在の大井神社の南一帯といわれている。

## 概要
1668年（寛文8年）、美濃国加納藩藩主松平光重の三男である戸田光直（戸田光賢）に分知された旗本5,000石の陣屋である。美濃国席田郡の8ヶ村（現在の本巣郡北方町、本巣市の一部）を所領していた。
北方陣屋は、1868年（明治元年）まで存続する。建物のうち、門は移築されており、浄土真宗本願寺派の本願寺岐阜別院をはじめ、数箇所が現存するという。
跡地は1955年（昭和30年）9月30日付で北方町指定史跡となっている。

## 所在地
- 岐阜県本巣郡北方町北方274

## 交通機関
岐阜バス北方円鏡寺線、岐阜高専線、北方穂積線、大野北高線「岐阜農林高前」バス停下車、徒歩5分。または大野真正北方線「北方一本松」バス停下車、徒歩5分。
- JR岐阜駅バスターミナル（岐阜駅北）7番のりば。または名鉄岐阜のりば（名鉄岐阜駅西）6番のりば
  - 「大野バスセンター」「イオンタウン本巣（大縄場大橋経由）」行きで「北方一本松」バス停下車
  - 「芝原6丁目」「岐阜高専」行きで「岐阜農林高前」バス停下車
- みずほターミナル（穂積駅南）
  - 「モレラ岐阜」行きで「岐阜農林高前」バス停下車